# 鋼片琴
鋼片琴（celesta）是一種體鳴樂器，外型類似於直立式鋼琴。鋼片琴為法國人奧古斯特·維克多·摩斯蒂爾所發明。其後，他便申請專利而正式有此樂器。由於它的專利權已經過期，所以它的低音的音域也擴增了不少。最初鋼片琴的發音體是用一系列音叉，所以，它以往又被稱為鋼叉琴。鋼叉琴於1886年正式被命名為鋼片琴。現在的鋼片琴的音條和共鳴管，都是以鋁這種金屬來製成的。
使用到鋼片琴最著名的作品為柴可夫斯基的《胡桃鉗》當中的《糖梅仙子之舞》，和莫扎特的歌劇《魔笛》。柴可夫斯基是第一位使用鋼片琴的作曲家。

## 演奏歷史
鋼片琴是由巴黎風琴製造商奧古斯特·穆斯特爾（Auguste Mustel，1842-1919）於1886年發明的。他的父親維克斯·馬斯特爾（Victor Mustel）於1860年開發出了鋼叉琴（typophone）。這種樂器通過敲擊調音叉，而不像鋼片琴的金屬板製成的聲音。當時鋼叉琴的發展在蘇格蘭同時出現；不過到目前還不清楚他們的創作者是否知道彼此的樂器。鋼叉琴的用途受限於它的低音量，太安靜，無法在一個完整的管弦樂隊中聽到。
彼得·伊里奇·柴可夫斯基（Pyotr Ilyich Tchaikovsky，1840-1893）通常被認為是第一位在完整的管弦作品中使用這種樂器的主要作曲家。他於1891年11月首演交響詩《Voyevoda，Op. posth.78》時使用過它。翌年，他在他的芭蕾舞劇“胡桃夾子”（Op.71, 1892）中使用了鋼片琴，最著名的是在糖梅仙子的舞蹈中，胡桃夾子組曲71a。不過，其實在1888年12月，音樂家欧内斯特·肖松（Ernest Chausson，1855-1899）偶然地為一個小型管弦樂隊撰寫名為《暴風雨》（La tempête）的樂曲的時候也利用過鋼片琴，這方面甚至比柴可夫斯基利用鋼片琴還要早一點。
鋼片琴也特別用於古斯塔夫·馬勒的第6交響曲，尤其是其中的第一、第二和第四樂章，以及第8交響曲和《大地之歌》。卡罗尔·席曼诺夫斯基（Karol Szymanowski，1882-1937）在他的第3號交響曲中展示了這一點。古斯塔夫·霍尔斯特（Gustav Holst，1874-1934）在他1918年的管弦樂作品《行星組曲》（The Planets）中使用了這種樂器，特別是在最後的演奏中的「海王星」。它還在巴托克·贝拉（Béla Bartók，1881-1945）的1936年《為弦樂、打擊樂與鋼片琴的音樂》中佔有突出地位。乔治·格什温（George Gershwin，1898-1937）在《一個美國人在巴黎》（An American in Paris）加插了鋼片琴獨奏。菲爾德·格羅菲（Ferde Grofé，1892-1972）還在他的大峽谷組曲的第三樂章中為該樂器寫了一個擴展的華彩樂段。德米特里·德米特里耶维奇·肖斯塔科维奇（Dmitri Shostakovich，1906-1975）在其十五首交響曲中的七首中包括了部分鋼片琴的演奏，並在第4交響曲的尾聲中有著顯著的用途。
20世紀的美國作曲家莫顿·费尔德曼（Morton Feldman，1926-1987）在他的許多大型室內作品中都使用了鋼片琴，例如《殘缺的對稱》和《菲利普·古斯頓》，並且在他的大部分管弦樂和其他作品中都有所體現。在一些作品中，例如《五部鋼琴》，其中一名演奏員雙倍地使用鋼片琴。
今天，莫扎特的《魔笛》中在以前由鐘琴演奏的部分到了現在經常都由鋼片琴來擔任演奏。

## 鋼片琴原理

### 外型

鋼片琴敲打發聲的機制

鋼片琴的外表看起來像一部小型的直立式鋼琴和小型的簧風琴。鋼片琴的踏板有一個至兩個。這些踏板的作用和現代鋼琴的延音踏板都是一樣。左邊的踏板管制低音域，而右邊的則管制高音域。

### 發聲
鋼片琴亦是利用了鍵盤樂器的發聲原理來發聲。它是用槌子敲打鋼片而發出聲音。而每一塊鋼片處在小共鳴盒之上。不同的音高的金屬片排列在一起。彈奏時琴鍵帶動以毛氈包的小捶敲擊來發出聲音。鍵盤觸動四組琴槌，直接地敲打在金屬片上，而每個金屬片下都各有一個木製的共鳴器發聲。

### 音域

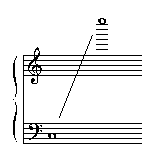
鋼片琴的音域

鋼片琴是一種移調樂器，它聽起來比書面音高1個8度。其4個8度發聲範圍通常被認為是C4到C8。最初的法國的鋼片琴樂器具有5個8度的音域，但由於最低8度的音域被認為有些不令人滿意，因此在後來的鋼片琴製造裏都省略了它。標準的法國四音階的鋼片琴樂器現在逐漸被交響樂團用一個更大的5個8度的德國鋼片琴取代了。雖然它是打擊樂家族的一員，但在管弦樂方面，它更適合被認為是鍵盤部分的成員，通常由鍵盤手演奏。鋼片琴部分通常寫在有大括號的雙行五線譜上，稱為大譜表。

### 音色
鋼片琴用大譜表(將高音譜表與低音譜表重疊，在左方以大括弧與縱線連結在一起，稱為大譜表)來記譜，記譜比實音低一個8度。高音域的音色跟現代鋼琴類似，至於低音域的音色則跟鋼琴有所不同。高音區域較尖銳，共鳴感短暫。中音區域非常清脆明亮，而最後，低音區域相對醇厚和圓滑。
鋼片琴的聲音類似於鐘琴的聲音，但它的音色更柔和，更微妙。這種質量使該樂器的名稱為 celeste，意為法語中的“天堂”。鋼片琴通常用於增強其他樂器或部分演奏的旋律線。由於鋼片琴的細膩性，鐘狀的聲音表現不夠大，所以它不能用於完整的合奏部分；同樣，鋼片琴亦很少會表演獨奏。

## 演奏方法
鋼片琴跟現代鋼琴的演奏方法基本上無異。因為鋼片琴的發音機制沒有鋼琴般那麼靈敏，所以，它不具有快速或者是連續反复的樂句演奏能力。但是，它可以演奏音階、半音階、和弦、分解和弦、琶音及音程跳躍。不過，鋼片琴力度較弱，所以它也可進行獨奏或者是伴奏。至於在應用譜號方面，高音部是高音譜號，不移調記譜；低音部是低音譜號不移調記譜。鋼片琴以不同音高的金屬片排列在一個共鳴箱上，琴鍵帶動一氈包的小槌敲擊來發音。鋼片琴用大譜表記譜，記譜比實際音高低了一個8度。

## 製造商
Schiedmayer和山葉公司（Yamaha）是目前唯一製作鋼片琴的公司。
過去製作鋼片琴的其他知名製造商包括：
- Mustel＆Company（法國巴黎）
- Simone Bros. Celeste MFGS（費城和紐約，美國）
- 莫利（英格蘭）
- Jenco（迪凱特，伊利諾伊州，美國）
- 赫爾姆斯（紐約，美國）

## 代表作品
- 柴可夫斯基《胡桃鉗》中的《糖梅仙子之舞》
- 蓋西文《一個美國人在巴黎》
- 約翰·威廉姆斯《哈利波特》系列電影配樂海德薇主題
- 聖桑《動物狂歡節》中的《水族館》
- 巴爾托克《為弦樂、打擊樂與鋼片琴的音樂》

## 外部連結
- （英文）鋼片琴：糖梅仙子的聲音 "The Celesta: The Sound of the Sugar Plum Fairy" （页面存档备份，存于）, by Miles Hoffman. Listen on npr.org.
- （英文）鋼片琴的歌曲"Songs for Celesta", by Marc Sanchez